# Port lotniczy Al-Kulaja
Port lotniczy Al-Kulaja (IATA: ELG, ICAO: DAUE) – port lotniczy położony w Al-Kulaja, w prowincji Ghardaja, w Algierii.

## Kierunki lotów i linie lotnicze
| Linia Lotnicza | Kierunek                            |
| -------------- | ----------------------------------- |
| Air Algerie    | 1. Algier 2. Ouargla 3. Tamanrasset |